# ترمس شجيري
الترمس الشجيري (باللاتينية: Lupinus arbustus) نوع نباتي يتبع جنس الترمس من الفصيلة البقولية المعروفة بقدرتها على تثبيت النيتروجين الجوي من خلال بكتيريا المستجذرة.
موطنه ولاية كاليفورنيا الأمريكية.

## الوصف النباتي
نبات ثنائي الحول أوراقه مركبة كفية، تضم كل واحدة منها ما بين سبع وثلاث عشرة وريقات. الأزهار زرقاء نبنفسجية وطرفها أبيض.